# Thorsby (Alberta)
Thorsby es un pueblo canadiense situado en la provincia de Alberta.

## Superficie
Thorsby tiene una superficie de 3,8 km².

## Demografía
En 2021, tenía 967 habitantes, una densidad poblacional de 254,6 hab./km², y 442 viviendas.